# 道の駅胎内
道の駅胎内（みちのえき たいない）は、新潟県胎内市下赤谷にある新潟県道53号胎内二王子公園羽黒線の道の駅である。

## 施設
- 駐車場
  - 普通車：145台
  - 大型車：5台
- トイレ （いずれも24時間利用可能）
  - 男：6器
  - 女：3器
  - 身障者用：1器
- 公衆電話：1台
- 観光案内所

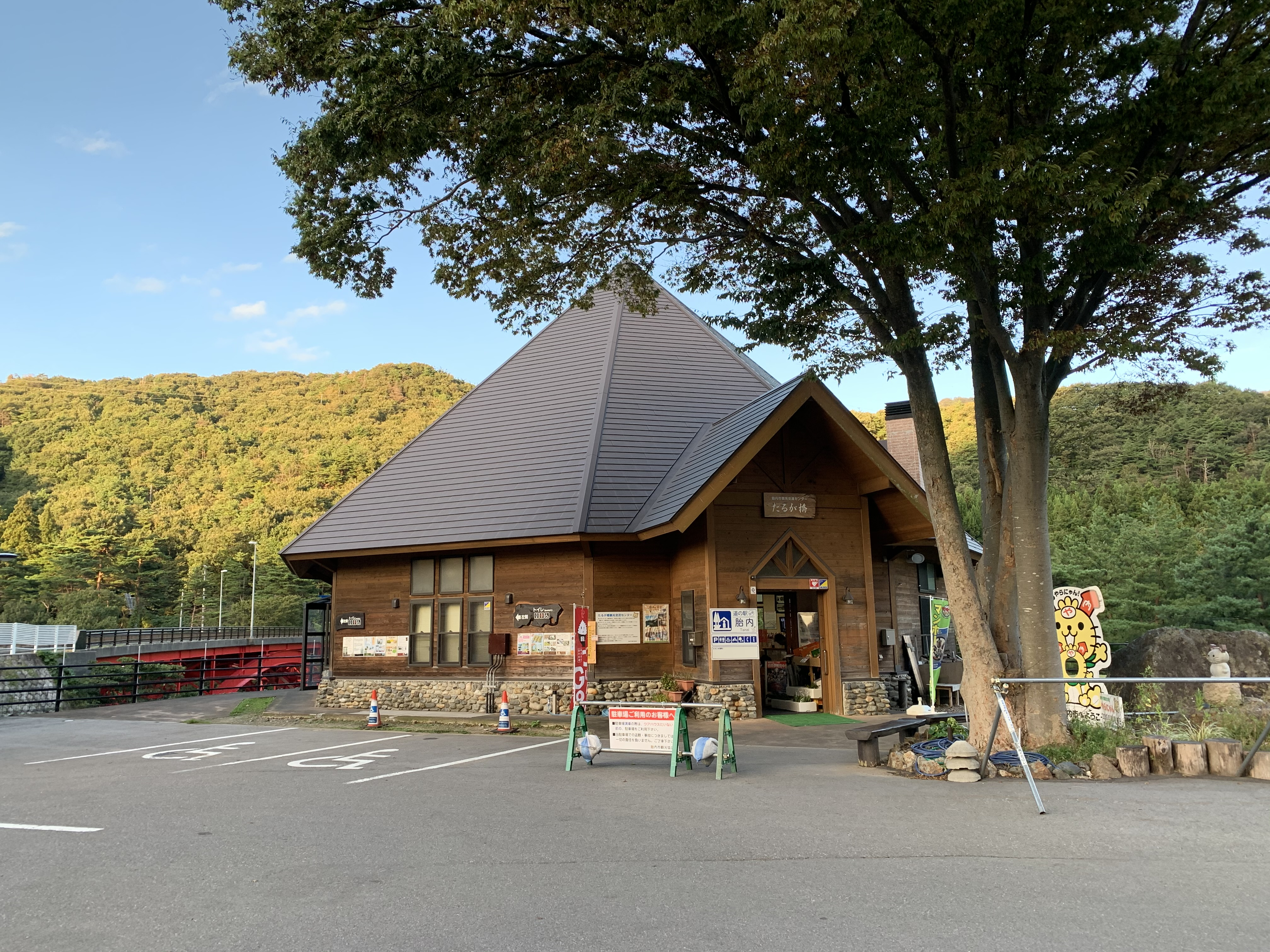
観光交流センター「たるが橋」

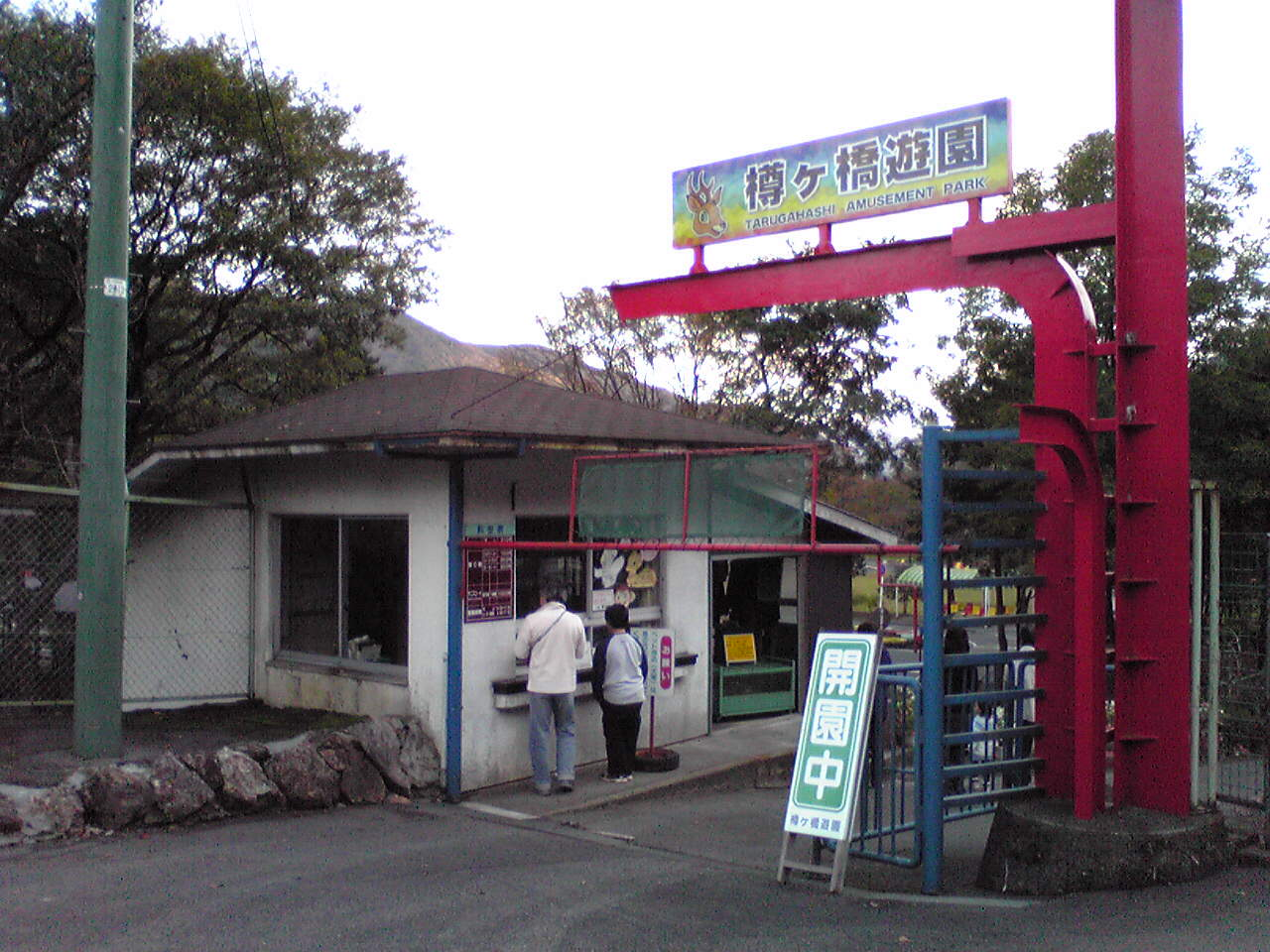
樽ヶ橋遊園地

  - 観光交流センター「たるが橋」（9:00 - 18:00）
- 体験施設
  - 樽ヶ橋遊園地（平日10:00 - 17:00、土日祝8:30 - 17:00、冬季（12月から3月）は休園）
  - 郷土文化伝習館（9:00 - 17:00、冬季（12月から3月）は休館）

### 管理
- 胎内市（2005年までは旧・黒川村）

## 休館日
- 年中無休

## アクセス
- 新潟県道53号胎内二王子公園羽黒線 - 登録路線
  - 新潟県道402号樽ヶ橋長政線
  - 国道7号

## 周辺

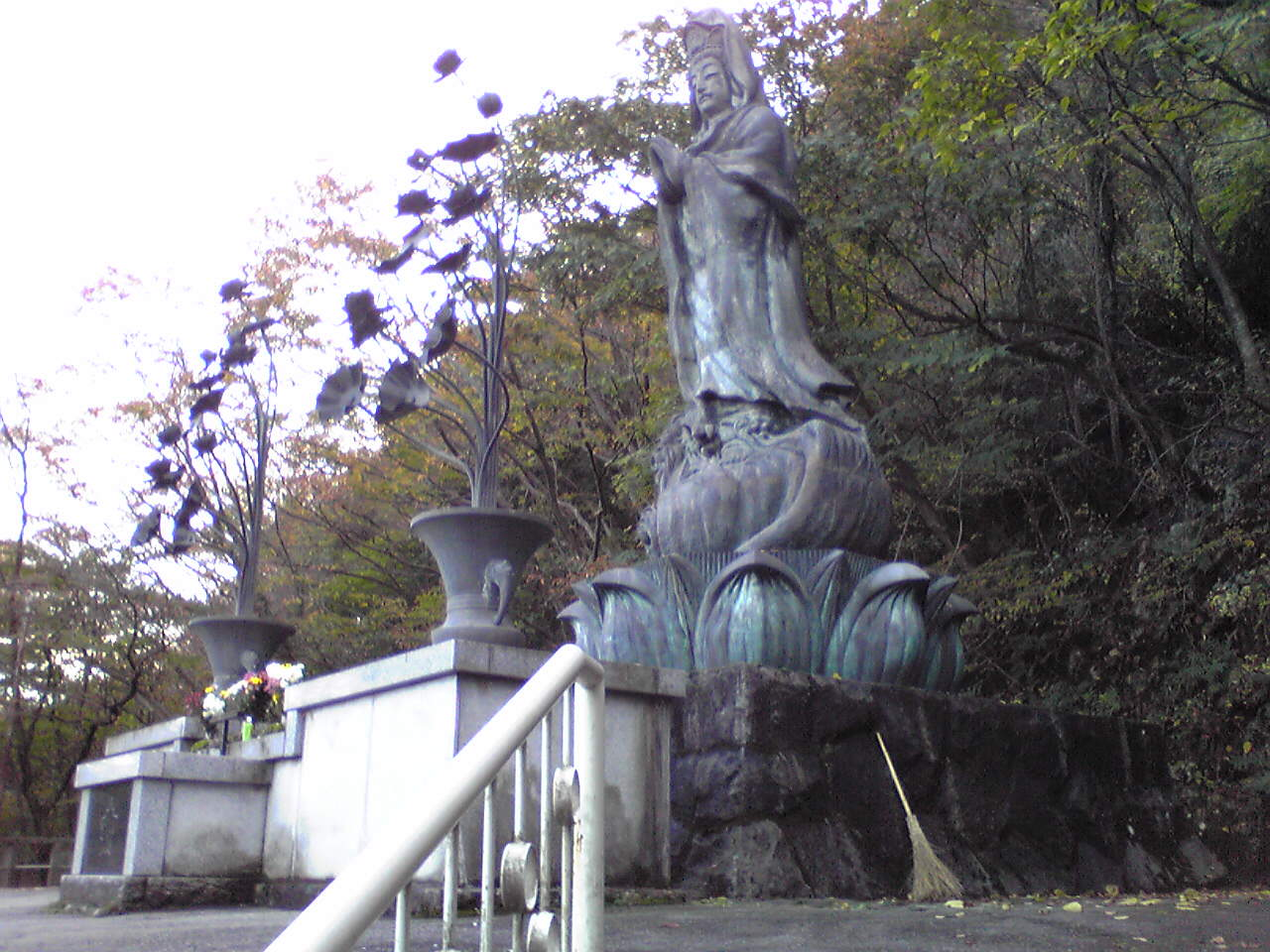
胎内観音

- 胎内川
- 胎内観音